# The Blind Boys of Alabama
The Blind Boys of Alabama är en amerikansk gospelgrupp från Alabama, som bildades 1939 vid Alabama Institute for the Negro Blind och på senare år[när?] har uppnått en form av kultstatus i amerikanska musikkretsar. Gruppen har, med flera av de ursprungliga medlemmarna, vunnit samtliga Grammy-pris i sin kategori (bästa traditionella gospel-album) 2002-2006.

## Medlemmar

### Nuvarande medlemmar
- Jimmy Carter – sång
- Bishop Billy Bowers – sång
- Ben Moore - sång
- Eric (Ricky) McKinnie – trummor, percussion, sång
- Caleb Butler – kompgitarr
- Joey Williams – sologitarr
- Tracy Pierce – bas

### Före detta medlemmar (ursprungliga)
- Clarence Fountain (avliden 2018) - sång
- Johnny Fields (avliden - November 12, 2009, Henderson, NC) - sång
- George Scott (avliden) - sång
- Ollie Thomas (avliden) - sång

## Diskografi
- 1948 I Can See Everybody's Mother But Mine
- 1950 Livin' on Mother's Prayers
- 1950 Sweet Honey in the Rocks
- 1953 Sermon
- 1953 When I Lost My Mother
- 1954 Marching to Zion
- 1954 Oh Lord Stand by Me
- 1958 My Mother's Train
- 1959 God Is on the Throne
- 1959 The Original Blind Boys
- 1963 (1957) You'll Never Walk Alone
- 1963 Old Time Religion
- 1963 True Convictions
- 1965 Can I Get a Witness?
- 1967 Church Concert in New Orleans (Live)
- 1969 Fix It Jesus Like You Said You Would
- 1969 Jesus Will Be Waiting
- 1970 In the Gospel Light
- 1970 The Five Blind Boys From Alabama
- 1970 The Soul of Clarence Fountain
- 1973 Best of Five Blind Boys of Alabama
- 1974 Precious Memories
- 1978 The Soldier Album
- 1984 Faith Moves Mountains
- 1987 In the Hands of the Lord
- 1989 I'm a Changed Man
- 1989 The Five Blind Boys of Alabama
- 1990 Brand New
- 1990 I'm Not That Way Anymore
- 1991 I Am a Soldier
- 1991 Oh Lord, Stand by Me / Marching Up to Zion
- 1991 The Best of the Five Blind Boys
- 1992 Deep River
- 1993 Bridge Over Troubled Waters
- 1994 Alive in Person
- 1994 Blessed Assurance
- 1994 Don't Forget to Pray
- 1994 In the Gospel Light
- 1994 Soul Gospel
- 1994 Swing Low, Sweet Chariot
- 1995 1948-51
- 1995 I Brought Him with Me
- 1996 All Things Are Possible
- 1996 Golden Mements in Gospel
- 1997 Holdin' On
- 1998 Have Faith: The Very Best of the Five Blind Boys of Alabama
- 1999 Best of Clarence Fountain and the Five Blind Boys of Alabama
- 1999 Hallelujah: A Collection of Their Finest
- 2000 My Lord What a Morning
- 2001 Gospel for the Lord
- 2001 Original Blind Boys
- 2001 Spirit of the Century
- 2001 You'll Never Walk Alone / True Convictions
- 2002 Collectors Edition
- 2002 Higher Ground
- 2002 I Saw the Light
- 2003 Go Tell It on the Mountain
- 2004 There Will Be a Light (med Ben Harper)
- 2005 Atom Bomb
- 2006 Just a Closer Walk with Thee, a compilation of work ranging from the years 1963–1965
- 2008 Down in New Orleans